# Amphitherium
Amphitherium is een geslacht van uitgestorven stamcladotherische zoogdieren dat leefde tijdens het Midden-Jura van Engeland. Het was een van de eerste zoogdieren uit het Mesozoïcum die ooit zijn beschreven. Een recente fylogenetische studie vond dat het het zustertaxon van Palaeoxonodon was. Het wordt gevonden in de Forest Marbleformatie en de Taynton Limestoneformatie.

## Etymologie
Amphitherium komt van het Griekse amphi wat 'aan beide kanten' betekent, en therion wat 'wild beest' betekent. Dit was een verwijzing naar De Blainville's onjuiste overtuiging dat de oorspronkelijke fossiele kaak van dit dier geen zoogdierkaak was, maar iets tussen zoogdieren en reptielen.

## Geschiedenis
De eerste kaken van zoogdieren uit het Mesozoïcum - waaronder Amphitherium - werden gevonden in de Stonesfield Slate, onderdeel van de Taynton Limestoneformatie nabij Stonesfield in Engeland. Deze werden gekocht door een leerling van de Britse paleontoloog William Buckland. Hoewel hij dacht dat de kaken zoogdieren waren, identificeerde de anatoom Georges Cuvier ze ten onrechte als van het buideldier Didelphis. Later werden ze geïdentificeerd als een nieuw geslacht en werden ze Amphitherium genoemd. Het werd voor het eerst genoemd in de wetenschappelijke literatuur naast Megalosaurus door William Buckland. Het kwam van de Stonesfield Slate in Oxfordshire en Buckland beschreef het in 1824 als niet minder bijzonder dan de dinosauriër, maar het was het grotere fossiele reptiel dat tot de publieke verbeelding sprak. Extra overblijfselen werden aan het einde van de 20e eeuw teruggevonden in de Kirtlington-steengroeve en Watton Cliff, beide onderdeel van de Forest Marbleformatie
Andere vroege ontdekkingen van zoogdieren waren Amphilestes, Phascolotherium en het zoogdierfamilielid Stereognathus.